# マリーナ・ポロシェンコ
マリーナ・ポロシェンコ（Maryna Poroshenko、Марина Порошенко、旧姓:Perevedentseva、1962年2月1日 - ）は、ウクライナの政治的および公人である。第5代ウクライナの大統領ペトロ・ポロシェンコ（2014年-2019年）の妻。2020年以来、キエフ市議会のウクライナの欧州連帯党の議員である。

## 生い立ち

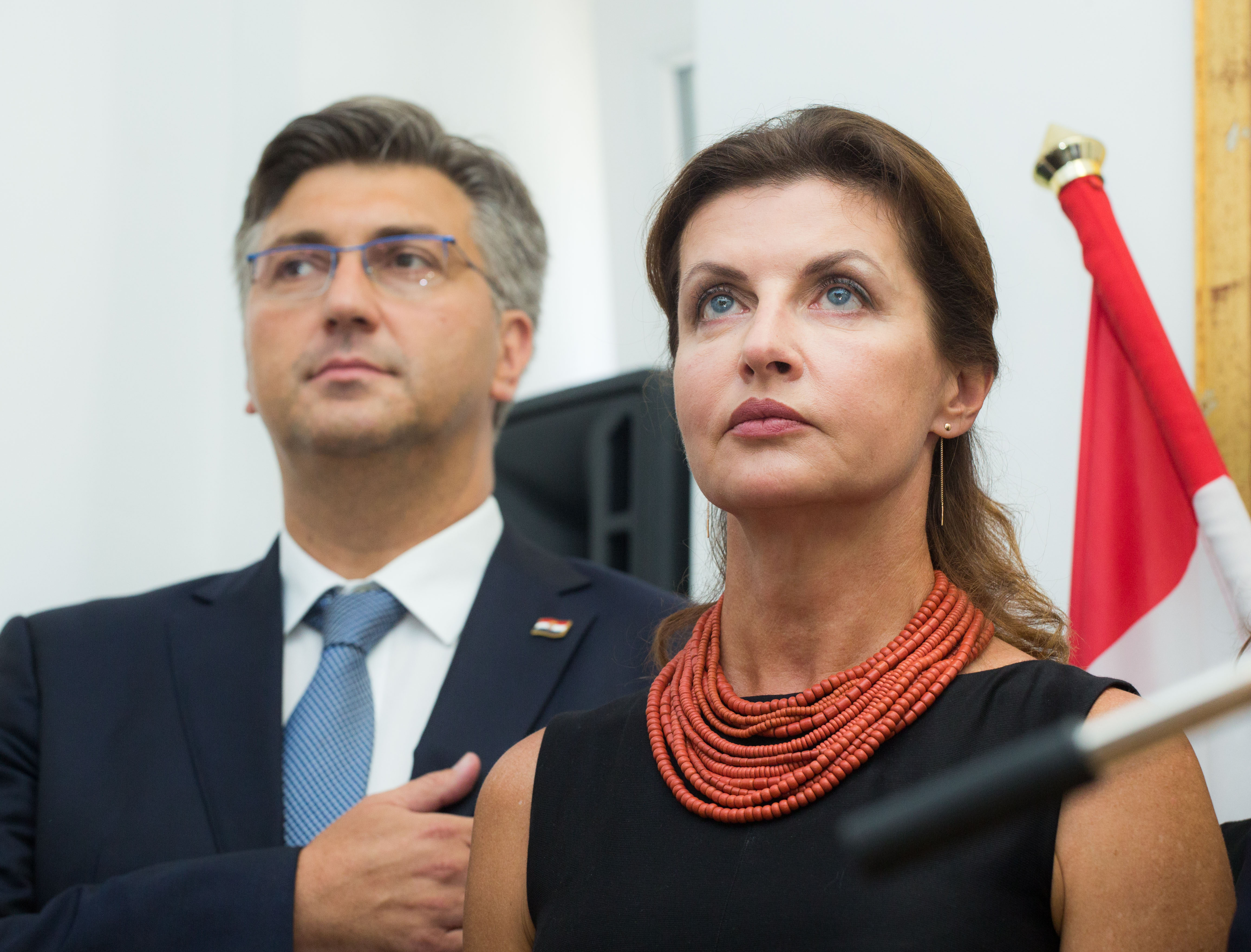
クロアチアのアンドレイ・プレンコビッチ首相と（2018年8月20日）

マリーナ・ポロシェンコは、1962年にマリーナ・ペレヴェデンツェワ(ウクライナ語: Марина Анатоліївна Переведенцева)としてソ連ウクライナ・ソビエト共和国のキーウに生まれた。父アナトリー（1933年生まれ）はウクライナ・ソビエト共和国の保健省次官だった。母Lyudmylaはアーセナルで働いていた。
ボゴモレット国立医科大学で勉強している間、ディスコでペトロ・ポロシェンコと出会った。二人は1984年に結婚した 彼女は長男が生まれるまで Zhovtneva Hospitalで心臓専門医として働き、その後は家族に時間を費やした。彼女は公の生活に参加しておらず、夫と政治について会話はしていない。彼女はペトロ・ポロシェンコ・チャリティー財団の活動に参加している。
2007年に彼女は国立文化芸術マネジメントアカデミーを卒業し美術の学位を取得。
2018年から2019年まで、彼女はウクライナ文化財団の会長を務めた。

## 家族
マリーナとペトロ・ポロシェンコとの間には、息子Oleksiy Poroshenko、双子の娘YevheniiaとOleksandra（2000年生まれ）、息子Mykhailo（2001年生まれ）の4人の子供がいる。家族は、ホロシーイウの歴史的な地区にある個人の家に住み続けている。Oleksiy Poroshenkoは、ヴィーンヌィツャの地方議会の議員だった。2014年11月、彼はウクライナ最高議会議員になった。
元ウクライナ大統領ヴィクトル・ユシチェンコは彼らの子供たちの名付け親である。